# Osphya bipunctata
Osphya bipunctata là một loài bọ cánh cứng trong họ Melandryidae. Loài này được Fabricius miêu tả khoa học năm 1775.